# 渑池站
渑池站是一个陇海线上的铁路车站，位于中华人民共和国河南省三门峡市渑池县城关镇，建于1915年，目前为二等站，邮政编码为472400。目前客运：办理旅客乘降；行李、包裹托运；货运：办理整车、零担货物发到；办理整车货物承运前保管；不办理罐装危险货物到达。

## 旅客列车目的地
目前共有18班旅客列车在渑池站办理客运业务。
| 列车所属路局   | 目的地                   |
| -------------- | ------------------------ |
| 成都局集团     | 崑山                     |
| 兰州局集團     | 广州、兰州               |
| 青藏集團       | 上海（隔日開行）         |
| 烏魯木齊局集團 | 烏魯木齊、合肥、連雲港東 |
| 沈阳局集團     | 成都西                   |
| 太原局集團     | 太原、蘇州               |
| 北京局集團     | 洛陽、靈寶（週末線）     |
| 郑州局集團     | 西宁                     |